# Abadia de Himmerod
A Abadia de Himmerod (lat. Abbatia Claustri BMV ) é um antigo mosteiro fundado em 1134 por São Bernardo de Claraval no Eifel, situando-se entre Eisenschmitt e Großlittgen (distrito de Bernkastel-Wittlich) no vale de Salm, na atual Alemanha, e restaurada por monges trapistas da Abadia bósnia de Marija Zvijezda e por monges cistercienses da Abadia alemã de Marienstatt, entre 1919 - 1922, após a mesma ter sido reduzida à ruínas pela Secularização Alemã de 1802.
Em 1936, alguns monges perseguidos pelo nazismo, oriundos de Himmerod, liderados por Atanásio Merkle, fundaram a Abadia de Nossa Senhora da Santa Cruz em Itaporanga, no sudoeste paulista, a qual recebeu uma grande quantidade de monges alemães a partir de 1939. Após a Segunda Guerra Mundial, a Abadia de Himmerod ganhou fama geral em 1950 por meio do Memorando de Himmerod, que foi a pedra angular do rearmamento da República Federal da Alemanha.
A Abadia de Himmerod fazia parte da Congregação Cisterciense de Mehrerau, que decidiu dissolvê-la em outubro de 2017.

## História

### Fundação
Em 1131, após Albero de Montreuil ter sido nomeado como arcebispo de Trier (atual Alemana) São Bernardo de Claraval interessa-se em fundar um mosteiro cisterciense na região, o que se sucedeu em 1134, quando o mesmo, juntamente com outros 12 monges, o edificam, estabelecendo-o primeiramente na região de Winterbach an der Kyll, no Eifel, nomeando o monge Randulfo como seu primeiro Abade. Porém, durante uma visita em 1135, São Bernardo escolheu uma propriedade denominada "Himmerod" no Salmtal como um novo local para a comunidade monástica, onde construíram um mosteiro improvisado, até a chegada posterior do cisterciense Achard, o qual construiu o complexo do mosteiro. A igreja do mosteiro, construída em estilo românico, foi consagrada pelo arcebispo Arnoldo de Trier somente em 1178, e, um ano depois, isto é, em 1179, o monge David de Himmerod, beatificado em 1699, foi o último dos monges fundadores a falecer.
Alguns monges de de Himmerod estabeleceram-se na Abadia de Châtillon na Diocese de Verdun, hoje município de Pillon no departamento de Meuse,  entre 1153 e 1156 (uma fundação do Mosteiro de Trois-Fontaines) e, mais tarde, em 1189, fundaram autonomamente a Abadia de Heisterbach, cuja qual foi a única abadia fundada por Himmerod até a Secularização. Em 1224, o Abade de Claraval, abade da casa-mãe de Himmerod, estipulou que o número dos monges não poderia ultrapassar 60 e o de irmãos leigos não poderia ultrapassar 200. Nessa época, o Mosteiro de Himmerod possuía uma grande propriedade, parte da qual alugava.

### As Reformas Estruturais
Durante a Guerra dos Trinta Anos a abadia sofreu muito com os soldados que a saqueavam, mas, mesmo assim, entre 1621 e 1630 a igreja do mosteiro passou por algumas reformas. Em 1641, o abade Matthias Glabus de Lieser chegou a lançar a pedra fundamental para um novo prédio, que, apesar da guerra em curso, foi concluído em 1688 sob o abade Robert Bootz. Mais tarde, em 1739, sob o abade Leopold Kamp, o arquiteto Christian Kretzschmar começou a construção de uma nova igreja para o mosteiro em estilo barroco e com características cistercienses, com apenas um campanário no centro do telhado, cuja qual foi concluída em 1751.

### Secularização Pós Revolução Francesa
Em julho de 1802, o governo francês de Napoleão decretou o fechamento do Mosteiro de Himmerod, de modo que a comunidade monástica foi dissolvida. Após a secularização, o mosteiro e a igreja ficaram completamente em ruínas. Em 1803, o mosteiro foi leiloado a um proprietário de cabana que mandou remover o telhado de cobre da igreja, e, nos anos seguintes, o edifício passou a ser usado como pedreira para outras construções civis. Apenas o moinho e a portaria foram preservados, além de algumas partes laterais da Igreja, que chegaram a ser fotografadas no século XIX. O último proprietário da propriedade foi o Conde Ottokar von Kesselstatt.

### Restauração e Fundação no Brasil
Em 1919, monges trapistas (Cistercienses da Estrita Observância) alemães da Abadia de Marija Zvijezda em Banja Luka, então parte do Reino da Iugoslávia (hoje na Bósnia e Herzegovina), liderados por Atanasius (Anastasius) Plein, impedidos de voltar ao seu mosteiro devido às mudanças ocorridas após o fim da Primeira Guerra Mundial, compram as antigas ruínas de Himmerod do Conde Ottokar von Kesselstatt e iniciam o processo de sua restauração. Obrigados à assistência paroquial pedida pelo arcebispo de Trier, ingressam na Ordem Cisterciense com o auxílio dos monges cistercienses alemães da Abadia de Marienstatt no Westerwald, restabelecendo canonicamente o Mosteiro em 1922, e tendo a eleição abacial de Dom Carlos Münz em 1925, antigo celeireiro de Marienstatt.
Em 1933, com a ascensão do nazismo na Alemanha, os monges são obrigados a pagar tributos ao regime, fato que influencia a D. Carlos Münz, já opositor do nazismo a negar a sua contribuição. Diante de tal fato, a sua comunidade de Himmerod passa a ser alvo de ameaças do governo e é proibida de aceitar novas vocações. Temendo uma nova secularização, Dom Carlos Münz envia Pe. Atanásio Merkle, um dos trapistas restauradores, para a aquisição de uma nova propriedade no continente Americano, a fim de garantir a sobrevivência da comunidade monástica. Dessa forma, em 1936, a Abadia Cisterciense de Itaporanga é fundada no Brasil como um priorado dependente de Himmerod, cuja desanexação só ocorreu em 1948.
A igreja, que foi parcialmente destruída (excetuando alguns vestígios) após a secularização, foi reconstruída em 1952 sob o abaciado de Dom Vito Recke (abade em Himmerod de 1937 a 1959). Por causa dos altos custos e das circunstâncias da época, a reconstrução se arrastou, de modo que a igreja não foi concluída até 1962. Dois anos antes, em 15 de Outubro de 1960, ela foi consagrada ao Bispo Matthias Wehr.

### 2ª Guerra Mundial
Até o início da 2ª Guerra Mundial, muitos monges (clérigos) e irmãos conversos (leigos) já tinham imigrado para o Brasil, incluindo o próprio Dom Carlos Münz, sobretudo porque a comunidade de Himmerod, na ocasião, chegou a comportar 90 religiosos. Em 1939, com o seu início, a Abadia de Himmerod serviu como hospital para centenas de soldados da Guerra, de modo que o próprio Mosteiro possui um cemitério militar perto de sua propriedade.
De 5 a 9 de outubro de 1950, ex-oficiais alemães da Wehrmacht se reuniram em Himmerod para se preparar para o rearmamento alemão em nome do governo federal em torno do chanceler Adenauer. O resultado da conferência foi o notável Memorando de Himmerod. Devido à importância histórica de Himmerod para a história da Alemanha e do Bundeswehr, 550 recrutas fizeram seus votos solenes no Mosteiro em 10 de setembro de 2008, quando então a comunidade estava sob o abaciado de Dom Bruno Fromme, um monge cisterciense que residiu no Brasil por duas décadas na Abadia de Itatinga no estado de São Paulo.

### Dissolução
Em meados de 2017 a comunidade de Himmerod estava com apenas alguns monges, o que tornava difícil manter tanto a vida comunitária quanto a propriedade em ordem financeira, dessa forma, em outubro de 2017, a Congregação de Mehrerau decidiu dissolver o mosteiro. A propriedade passou à  administração da diocese de Trier, a qual o mantém como um centro de espiritualidade para os fiéis católicos.

## Abades de Himmerod

### Da fundação até a Secularização
| Abades | Nomes (em alemão)              | Período         |
| 1.     | Randulf (Rannulfus)            | 1134–1167/68    |
| 2.     | Giselbert (Gilbert, Gillebert) | 1167/68–1185/86 |
| 3.     | Eustachius I.                  | 1185/86–1187/88 |
| 4.     | Hermann I.                     | 1188–ca. 1196   |
| 5.     | Hermann II. von Marienstatt    | 1196–ca. 1198   |
| 6.     | Eustachius II. (Justatius)     | 1198–1219       |
| 7.     | Heinrich I.                    | 1220–1228(?)    |
| 8.     | Heinrich II. von Bruch         | 1228(?)–1236    |
| 9.     | Konrad                         | 1236–1256/57    |
| 10.    | Theoderich I.                  | 1256/57–1270    |
| 11.    | Paynus von Gelsdorf            | 1270–1276/77    |
| 12.    | Johannes I.                    | 1277–ca. 1280   |
| 13.    | Richard von Manderscheid       | 1280–1281/82    |
| 14.    | Johannes II.                   | 1281/82–1284    |
| 15.    | Hermann III. von Manderscheid  | 1284–1290       |
| 16.    | Johannes III.                  | 1290–1310       |
| 17.    | Heinrich III.                  | 1311–1315       |
| 18.    | Theoderich II. von Bruch       | 1315–1317/18    |
| 19.    | Heinrich IV. von Virneburg     | 1317/18–1326    |
| 20.    | Johannes IV. von Malberg       | 1326            |
| 21.    | Heinrich V. von Randeck        | 1326/27–1328    |
| 22.    | Balduin                        | 1328–1338       |
| 23.    | Heinrich VI.                   | 1338–1356/57    |
| 24.    | Johannes V.                    | 1356/57–1366/67 |
| 25.    | Walter                         | 1366/67–1371    |
| 26.    | Matthias I.                    | 1371–1392/93    |
| 27.    | Thilmann (Dietrich)            | 1392/93–1412    |
| 28.    | Gobelin                        | 1412–1420       |
| 29.    | Petrus I. Damer                | 1420–1422       |
| 30.    | Arnold                         | 1422–1429       |
| 31.    | Johannes VI.                   | 1429–1449       |
| 32.    | Peter II. Hund                 | 1449–1468       |
| 33.    | Johannes VII. Vasator          | 1468–1498       |
| 34.    | Jakob von Hillesheim           | 1498–1510       |
| 35.    | Wilhelm von Hillesheim         | 1511–1542       |
| 36.    | Matthias II. Morsch            | 1542–1558       |
| 37.    | Johann von Briedel             | 1558–1571       |
| 38.    | Gregor Simonis                 | 1571–1581       |
| 39.    | Johann IX. Roder               | 1581–1696       |
| 40.    | Ambrosius Schneidt             | 1596–1612       |
| 41.    | Matthias III. Nisaeus          | 1613–1631       |
| 42.    | Matthias III. Glabus           | 1631–1647       |
| 43.    | Friedrich Brandt               | 1647–1654       |
| 44.    | Johann X. Post                 | 1654–1685       |
| 45.    | Robert Bootz                   | 1685–1730       |
| 46.    | Ferdinand Pesgen               | 1730–1731       |
| 47.    | Leopold Camp                   | 1731–1750       |
| 48.    | Anselm Raskop                  | 1750–1751       |
| 49.    | Robert II. von Himmerod        | 1752–1782       |
| 50.    | Anselm von Pidoll              | 1782–1802       |

### Da Restauração Até a Dissolução
| Superiores | Função e Dignidade                                    | Nome                           | Período   |
|            | "Prior" do início da restauração trapista de Himmerod | Athanasius (Anasthasisu) Plein | 1919–1922 |
|            | Administrador                                         | Dom Carlos Münz                | 1922–1925 |
| 51.        | Abade de Himmerod                                     | Dom Carlos Münz                | 1925–1936 |
|            | Subprior e Prior de Himmerod                          | Dom Vito Recke                 | 1919–1937 |
| 52.        | Abade de Himmerod                                     | Dom Vito Recke                 | 1937–1959 |
|            | Pater Imediatus de Itaporanga                         | Dom Vito Recke                 | 1936–1948 |
| 53.        | Abade de Himmerod                                     | Dom Mauro Schmidt              | 1959–1971 |
|            | Administrador                                         | Dom Abrósio Schneider          | 1971      |
| 54.        | Abade de Himmerod                                     | Dom Abrósio Schneider          | 1972–1991 |
| 55.        | Abade de Himmerod                                     | Dom Bruno Fromme               | 1991–2011 |
|            | Prior Administrador                                   | P. Stephan Reimund Senge       | 2011      |
|            | Abade Administrador                                   | D. Thomas Denter               | 2011–2013 |
|            | Prior Administrador                                   | P. Cyrill Greiter              | 2013–2014 |
|            | Prior Administrador                                   | Dom João G. Müller             | 2014      |
| 56.        | Abade de Himmerod                                     | Dom João G. Müller             | 2014–2017 |